# Ayapel (ort)
Ayapel är en ort i Colombia.   Den ligger i departementet Córdoba, i den norra delen av landet, 400 km norr om huvudstaden Bogotá. Ayapel ligger 25 meter över havet och antalet invånare är 22 602. Den ligger vid sjön Ciénaga de Ayapel.
Terrängen runt Ayapel är mycket platt. Runt Ayapel är det ganska glesbefolkat, med 29 invånare per kvadratkilometer. Det finns inga andra samhällen i närheten. Trakten runt Ayapel består huvudsakligen av våtmarker.